# Lachaisea hemimucro
Lachaisea hemimucro är en stekelart som först beskrevs av Wiebes 1981.  Lachaisea hemimucro ingår i släktet Lachaisea och familjen fikonsteklar. Inga underarter finns listade i Catalogue of Life.